# Petter Winnberg
Petter Sebastian Winnberg, född 19 november 1979, är en svensk musiker, låtskrivare och musikproducent. Han är medlem i popgruppen Amason.
Petter Winnberg är yngre bror till musikern Pontus Winnberg. Deras far, Lennart Winnberg, var lektor i musikteori vid Högskolan för scen och musik vid Göteborgs Universitet och har skrivit böcker om musikpedagogik. Petter Winnberg studerade vid Jazzgymnasiet i Gävle, där han lärde känna Nils Törnqvist. De två har sedan dess spelat tillsammans i en rad olika konstellationer.
Winnberg har sedan tonåren spelat med svenska jazzmusiker och har tidigare varit medlem i popgruppen Little Majorette. Han har även spelat med brodern Pontus Winnberg i Miike Snow, isländska reagge-bandet Hjálmar (båda tillsammans med Nils Törnqvist), det egna bandet Petter and the Pix samt gett ut en barnskiva. Sedan 2012 är han medlem i Amason där han sjunger och spelar bas. År 2017 släppte han soloskivan The dog and the shepherd under artistnamnet Petter Sebastian.
Winnberg har även producerat och skrivit låtar åt artister som Veronica Maggio och Eva Dahlgren. Sedan 2007 har han ett globalt förlagsavtal med Universal Music Group. Han har skrivit musik till flera reklamkampanjer, exempelvis för Mercedes Benz, Volvo och H&M.
Winnberg är gift med musikern Amanda Bergman och tillsammans har de två barn. Familjen är bosatt i Näckenbäck, utanför Avesta, där de driver ett småskaligt jordbruk. Tillsammans med sin hustru anordnar Winnberg sedan 2020 konsertkonceptet Rockbonden med artister som spelar på deras gård under sommartid.